# بيروغ

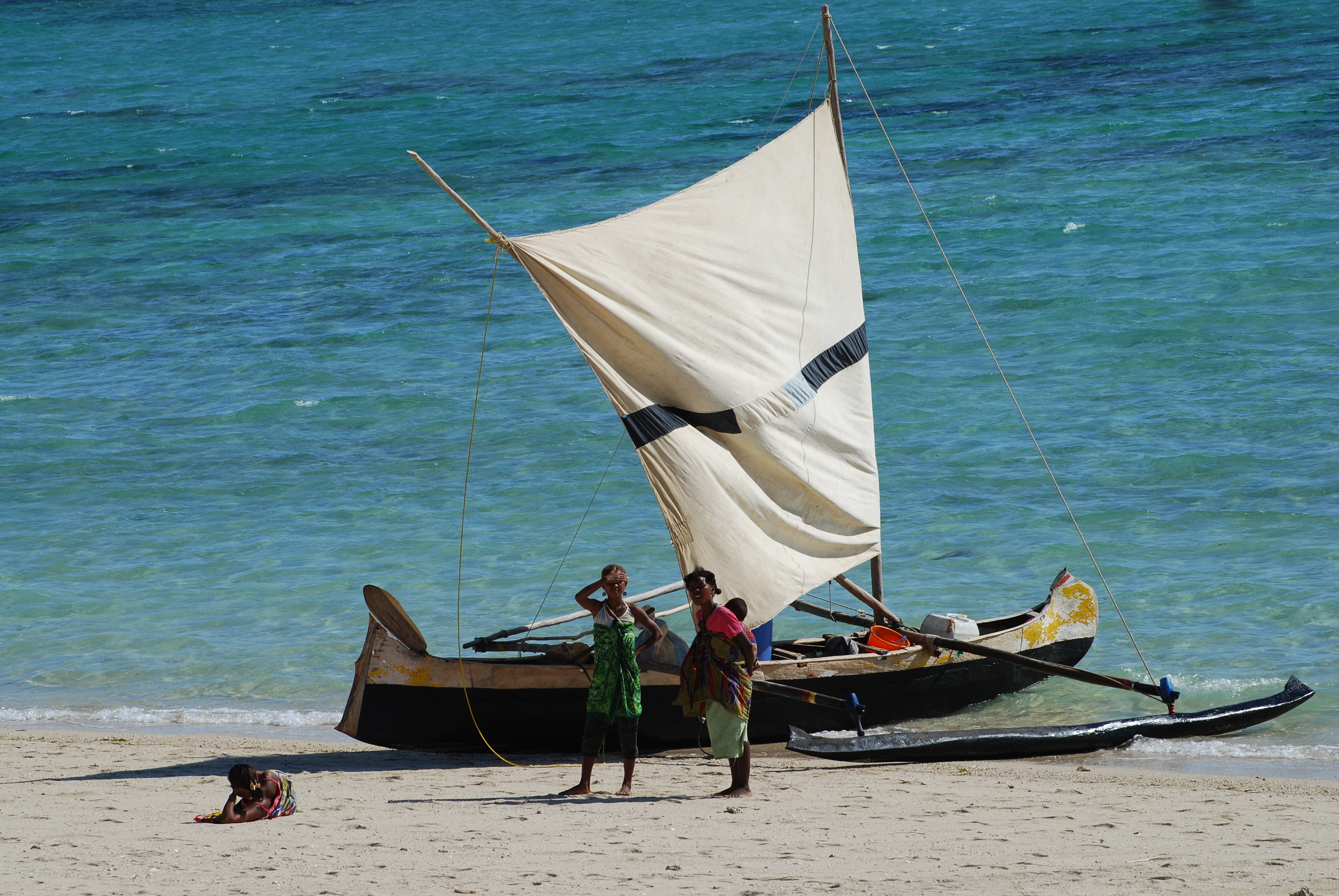
بيروغ صيد تقليدي ذو شراع من مدغشقر.

البيروغ أو البيراغ هو أي قارب صغير، وخاصة النقيرة أو الكنو المحلي.